# 苗衷
苗衷（1381年—1460年），安徽鳳陽定遠人，明朝政治人物、榜眼。
永樂九年一甲第二名進士（榜眼），升翰林院編修，參與修撰《明太祖實錄》。正統初年，楊士奇舉薦其為講官，后升任兵部尚書。致仕而卒，諡號文康。